# Кохінхін карликовий

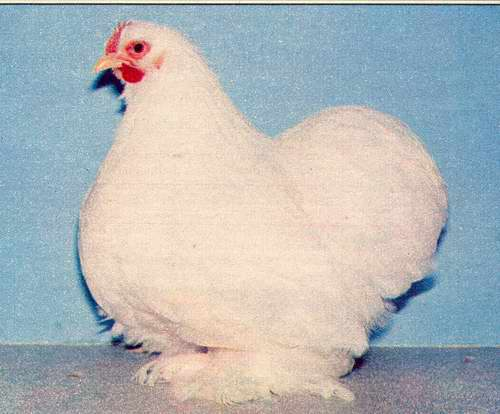
Карликовий кохінхін білий (курка)

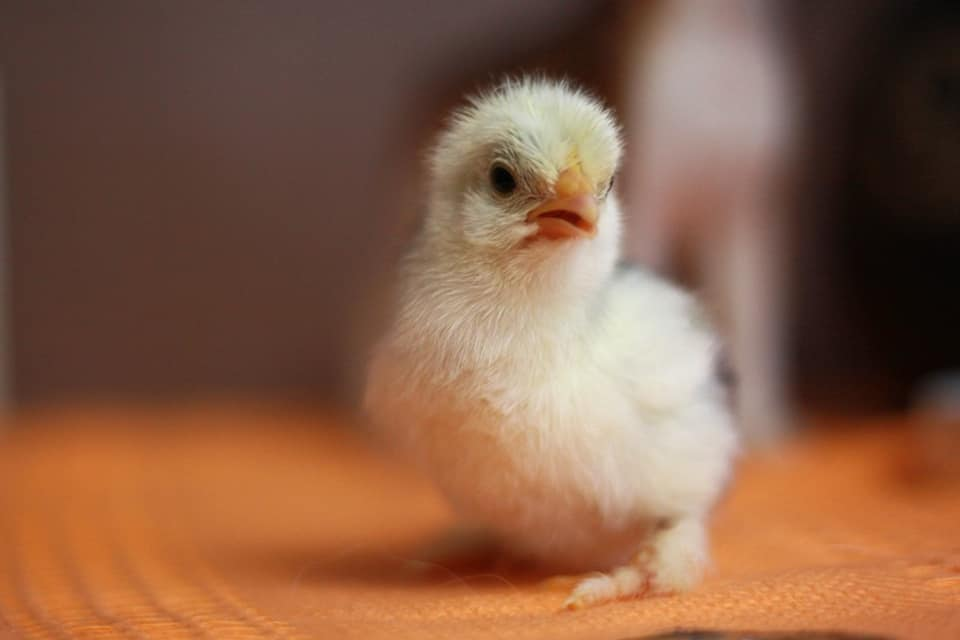
Карликовий кохінхін добового віку

Кохінхін карликовий — декоративна порода курей китай, родом з Китаю. Спочатку цей птах розводився лише в літньому палаці китайського імператора. Пара палевих курей під назвою «пекінська бентамка» була подарована англійській королеві у 1860 році в знак примирення після закінчення англо-китайської війни. З Англії карликові кохінхіни на початку 20 століття широко поширилися по всій Європі.
Кохінхін карликовий — це не зменшена копія звичайних кохінхінів, а самостійна порода.

## Продуктивність
Півень важить 0,8 кг, курка — 0,7 кг. Несучість 50-80 яєць, шкаралупа від кремовою до світло-коричневого кольору. Мінімальна маса яйця 30 г.

## Особливості породи
Відмінна риса — м'яке оперення, нагадує пух. Курочки виглядають масивнішими за півня. Птах швидко стає ручним, є спокійною надійною квочкою. Порода дуже зручна для розведення на невеликих вигулах.
Забарвлення оперення може бути різноманітною: палеве, біле, чорне, смугасте, блакитне, куропатчате, березове, коричневе з підковоподібною облямівкою. Внаслідок рясного м'якого оперення і круглої форми карликові кохінхіни виглядають масивними і круглими.
Корпус короткий, широкий, злегка нахилений вперед. Фігура низька, кремезна. Оперення попереку дуже пишне, хвіст нагадує кульку.
Невелика голова, маленький листоподібний гребінь. Очі червоного кольору. Мочки, сережки — червоні. Гомілки покриті м'яким оперенням, в якому повністю зникає оперення плюсен у вигляді «манжета». Плесна короткі.